# Tenkodogo
Tenkodogo là một tổng của tỉnh Boulgou ở phía đông Burkina Faso. Thủ phủ của tổng này là thị xã Tenkodogo. Theo điều tra dân số năm 1996, tổng này có dân số 113.716 người.

## Các thị xã và các làng
- Thị xã Tenkodogo (39 693 dân) (thủ phủ)
- Bado (749 dân)
- Baleme (455 dân)
- Bampela (635 dân)
- Basbedo (951 dân)
- Baskoure (446 dân)
- Bassare (669 dân)
- Belce (428 dân)
- Bidiga (764 dân)
- Bissiga De Gando (279 dân)
- Boura (972 dân)
- Cella (1 731 dân)
- Cella De Loanga (421 dân)
- Daze, Burkina Faso (254 dân)
- Donsene (166 dân)
- Donsene-Yarce (492 dân)
- Doubguin-Ouantanghin (1 739 dân)
- Doure (319 dân)
- Gando I (432 dân)
- Gando Ii (398 dân)
- Gambaghin (987 dân)
- Gaskom (472 dân)
- Gouni-Peulh (327 dân)
- Guella (706 dân)
- Kabri (662 dân)
- Kampoaga (3 705 dân)
- Kassougou (314 dân)
- Koama (745 dân)
- Kokoaga-Ouest (789 dân)
- Kou (678 dân)
- Koughin (678 dân)
- Koknoghin (796 dân)
- Labretenga (576 dân)
- Lebce (298 dân)
- Leda, Burkina Faso (1 591 dân)
- Loanga (2 580 dân)
- Loanga Peulh (840 dân)
- Loukou (1 991 dân)
- Loukou-Peulh (147 dân)
- Malenga-Nagsore (3 340 dân)
- Malenga-Yarce (1 103 dân)
- Milla (481 dân)
- Moaga (397 dân)
- Naba-Sougdin (404 dân)
- Nama (792 dân)
- Ningare (2 160 dân)
- Ouamne (556 dân)
- Ouanagou (1 065 dân)
- Oueguedo (1 194 dân)
- Oueguedo-Peulh (130 dân)
- Oueguedo-Yarce (179 dân)
- Oueloghin (1 961 dân)
- Ounzeogo (2 241 dân)
- Ounzeogo-Peulh (147 dân)
- Ourema (1 192 dân)
- Piougou (228 dân)
- Piroukou (1 354 dân)
- Pouswaka (1 527 dân)
- Pouswaka-Peulh (792 dân)
- Sabtenga (3 314 dân)
- Sago, Burkina Faso (389 dân)
- Sampa (684 dân)
- Sassema (2 197 dân)
- Sassema-Peulh (181 dân)
- Sebretenga (494 dân)
- Sebretenga De Godin (1 093 dân)
- Sigriyaoghin (896 dân)
- Silmiougou (685 dân)
- Sone (282 dân)
- Sorbin (297 dân)
- Soumagou (1 074 dân)
- Tenonghin (1 264 dân)
- Tenonghin-Peulh (637 dân)
- Teodoure (337 dân)
- Tisselin (1 242 dân)
- Tisselin-Yarce (167 dân)
- Toghin (641 dân)
- Vag-Vaguin (1 366 dân)
- Zabatorla (522 dân)
- Zaka (896 dân)
- Zandoubre (261 dân)
- Zano (1 543 dân)
- Zeke (872 dân)
- Zoromdougou (264 dân)